# Plagiotheciaceae
Plagiotheciaceae er en familie af mosser med kun to slægter. Den ene findes i Danmark.
| Danske slægter |

- Plagiothecium

Tidligere blev også slægterne Herzogiella (Pølsekapsel), Taxiphyllum (Trådmos) og Isopterygium (Ynglegren) regnet til familien Plagiotheciaceae. Nu bliver Herzogiella og Taxiphyllum henført til Hypnaceae, mens Isopterygium henføres til Pylaisiadelphaceae.